# محرك آرش الفضائي
محرك آرش الفضائي: هو جيل جديد من المحركات الوطنية الإيرانية الدافعة وحاملات الأقمار الصناعية بعدة نماذج مختلفة. فهو محرك فضائي متقدم يُستَخدَم لنقل مدارات الأقمار الصناعية. وقد خضع النموذج الأول لجيل المحرك الفضائي الإيراني آرش للإختبار سنة 2019م. يقع محرك آرش في نظام الإرسال المداري للقمر الصناعي، وبعد أن يصل القمر الصناعي إلى إرتفاع 400 كيلومتر، يتم تشغيله ويرفعه إلى مدار 7000 كيلومتر. يعمل محرك آرش الفضائي بالوقود الصلب، ويُعَد هذا المحرك الفضائي العنصر الأساس في الإرتقاء بالمدار العملاني للقمر الصناعي. وبما أن كتلة الانتقال المداري للقمر الصناعي ينبغي أن تنجز عملياتها في الفراغ، فإنه يمكن القول بأنه تم وبنجاح إجراء إختبارات مماثلة للفراغ على محرك آرش للمرة الأولى في جمهورية إيران، وفي الواقع من المقرر استخدام هذا المحرك في كتلة النقل المداري (سامان 1) و (سامان 2) وفي إطار نماذج مختلفة. وأكد مساعد رئيس (مركز أبحاث الفضاء) الإيراني لشؤون التصميم وضمان المهمات علي جعفر صالحي بأن كتلة الانتقال المداري تُعَد تكنولوجيا خاصة لزيادة إرتفاع مدار القمر الصناعي من 400 -500 كم إلى 7000 كم وقال: إن هذا العمل بحاجة إلى محركات قوية جداً تشكل الطاقة غالبية نسبتها ويكون الهيكل خفيفاً بحيث يتم إستهلاك الطاقة في غالبية فضاء المحرك. ان محرك آرش الفضائي يوفر القوة الدافعة لنظام النقل المداري ويمكنه نقل قمر صناعي 100 كجم من مدار دائري بميل 55 درجة، من 400 كم إلى المدار الإهليلجي مع ذروة 7000 كم ومنحدر 58 درجة، وصناعة الفضاء إلى الأقمار الصناعية العملاقة ذات الاستهلاك العالي للوقود. عائلة محركات آرش الفضائية قيد الإنشاء في عدة إصدارات، وفي المستقبل القريب، سيتم استخدام محرك (آرش 20) في كتلة ناقل الحركة المداري للقمر الصناعي فينوس 2.

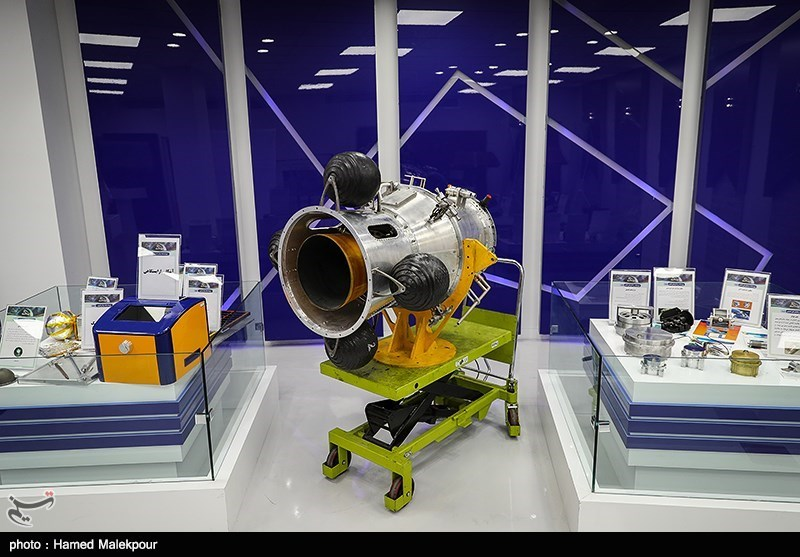
كتلة النقل المداري سامان 1 في أحد المعارض بجمهورية إيران

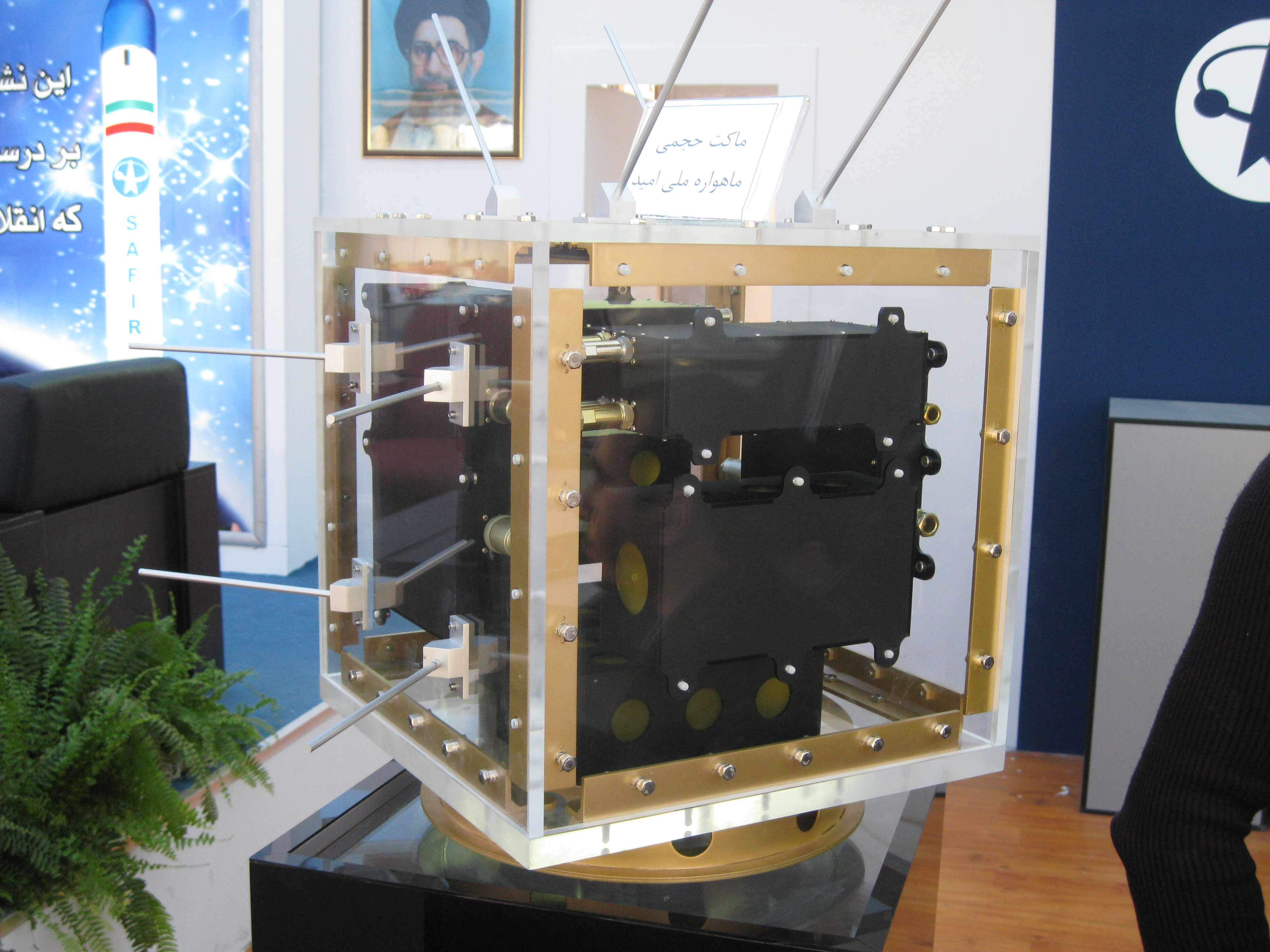
القمر الصناعي أميد والذي أُرسِلَ على متن الصاروخ الفضائي الإيراني سفير 2

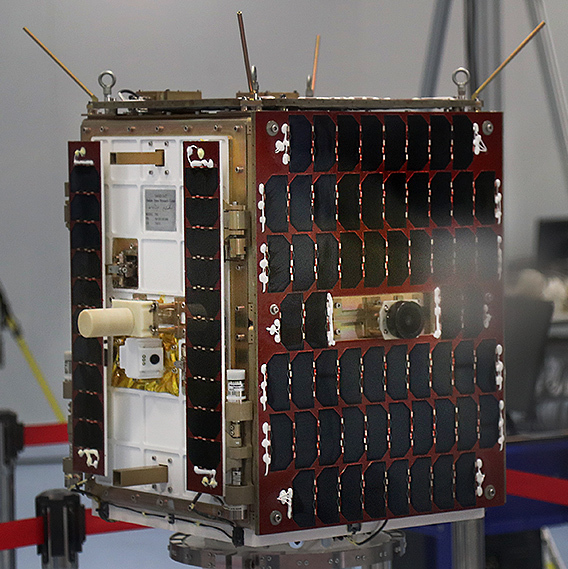
القمر الصناعي الوطني الإيراني ناهيد-1 المخصص للإتصالات

## تصنيع المحرك الفضائي
ان محرك آرش الفضائي إيراني الصنع، هو من المحركات العاملة بالوقود الجامد. وقد تم تصميم وصنع المحرك الفضائي (آرش) بعدة نماذج للإنتقال المداري للقمر الصناعي. بالإضافة إلى ذلك فقد تم استخدام التيتانيوم في صنع المحرك من أجل زيادة نسبة الوقود بالمقارنة مع الوزن الجامد للمحرك وهي المرة الأولى التي يتحقق فيها مثل هذا الإنجاز في المجال الفضائي في جمهورية إيران. وقد قام العلماء والخبراء الإيرانيين بتصميم وتصنيع سلسلة محركات فضائية أطلقوا عليها اسم (آرش) بالإستفادة من إمكانيات الجامعيين داخل جمهورية إيران. حيث تم تصميم آرش من قبل الخبراء الإيرانيين لتحقيق أقل كتلة، بجسم كروي من التيتانيوم وأقل سماكة، ويستخدم الوقود الصلب.

## استخدام المحرك للوقد الصلب
يعمل محرك آرش الفضائي بالوقود الصلب بدل السائل، حيث إنه في عملية الانتقال المداري للقمر الصناعي، يُعَد محرك الوقود الجامد آرش، أحد المحركات الرئيسية الذي يلعب دور المحفز، حيث تم تحقيق أمرين تكنولوجيين بصورة خاصة في عملية الانتقال المداري وهما، استخدام التيتانيوم في صنع المحرك وزيادة الوقود الجامد.

## اختبار المحرك
2019
في سنة 2019م، أعلن رئيس (معهد الأبحاث الفضائية الإيرانية) حسين صميمي، عن نجاح اختبار أول أنموذج لسلالة المحرك الفضائي الإيراني آرش. وقال صميمي، في تصريح صحفي، إن المنجز الجديد لمعهد الأبحاث الفضائية "هو تصميم سلالة محرك فضائي باسم آرش، تم خلال الشهر الماضي اختبار أول انموذج له بنجاح، ومن المقرر إجراء اختبار آخر". وأضاف صميمي أن "أحد المنجزات الجديدة لمعهد أبحاث الفضاء الإيراني متعلق بكتل الانتقال المدارية، حيث إن هذا الأمر بحاجة إلى محركات خفيفة جداً ومكونة غالبيتها من الطاقة تصل نسبتها إلى 89 بالمائة". وتابع صميمي، أن "جزءاً من مشروع التنمية التكنولوجية متعلق بمحركات يمكنها نقل المعدات من مدار إلى مدار آخر، حيث قمنا حديثاً بتصميم سلالة محرك فضائي باسم آرش. وأوضح "أن الأرضية اللازمة لمحاكاة أجواء الإختبارات كانت صعبة إلا انه جرى إنجازها بنجاح"، مضيفاً أن "اختبار المحرك كان يجب أن يتم في الفراغ، فقمنا بمحاكاة أرضية الفراغ".
2021
تستمر جمهورية إيران بتطوير برنامجها الفضائي لتلتحق بركب الدول المتقدمة في هذا المجال عبر تطوير صناعة الصواريخ القادرة على إيصال الأقمار الصناعية إلى مدارها، ومواصلة صناعة الأقمار متعددة الأغراض، وتمتلك جمهورية إيران عدداً من الصواريخ والمحركات الفضائية وطنية الصنع القادرة على حمل وإرسال الأقمار الصناعية إلى الفضاء الخارجي وأهمها صواريخ سيمرغ وذو الجناح وقاصد وعائلة صواريخ سفير التي تضم أربعة نماذج وعائلة صواريخ كاوشكر وتضم أيضاً خمسة نماذج. بالإضافة إلى عدة محركات فضائية محلية الصنع كمحرك سلمان الفضائي ومحرك آرش الذي خضع للإختبار النهائي، مع خضوع كتلة النقل المداري للقمر الصناعي (سامان) سنة 2021م، وذلك بالتوازي مع دخول أربعة أقمار صناعية إيرانية، مرحلة الاختبار النهائي أيضاً على أن تكون جاهزة للإطلاق والاستقرار في المدار الفضائي حول الأرض قريباً. وهذه الأقمار الاصطناعية هي (ظفر 2) و (ناهيد 1 و 2) و (بارس 1).

## معرض الصور

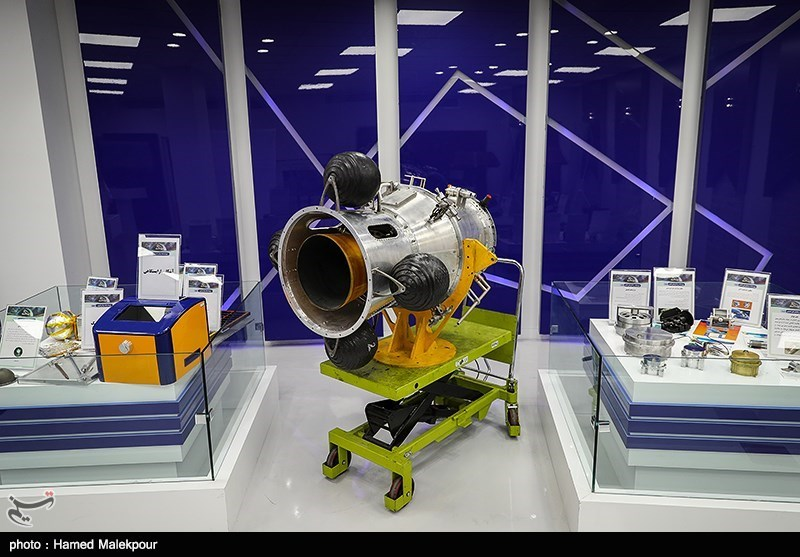
سامان 1 في أحد المعارض

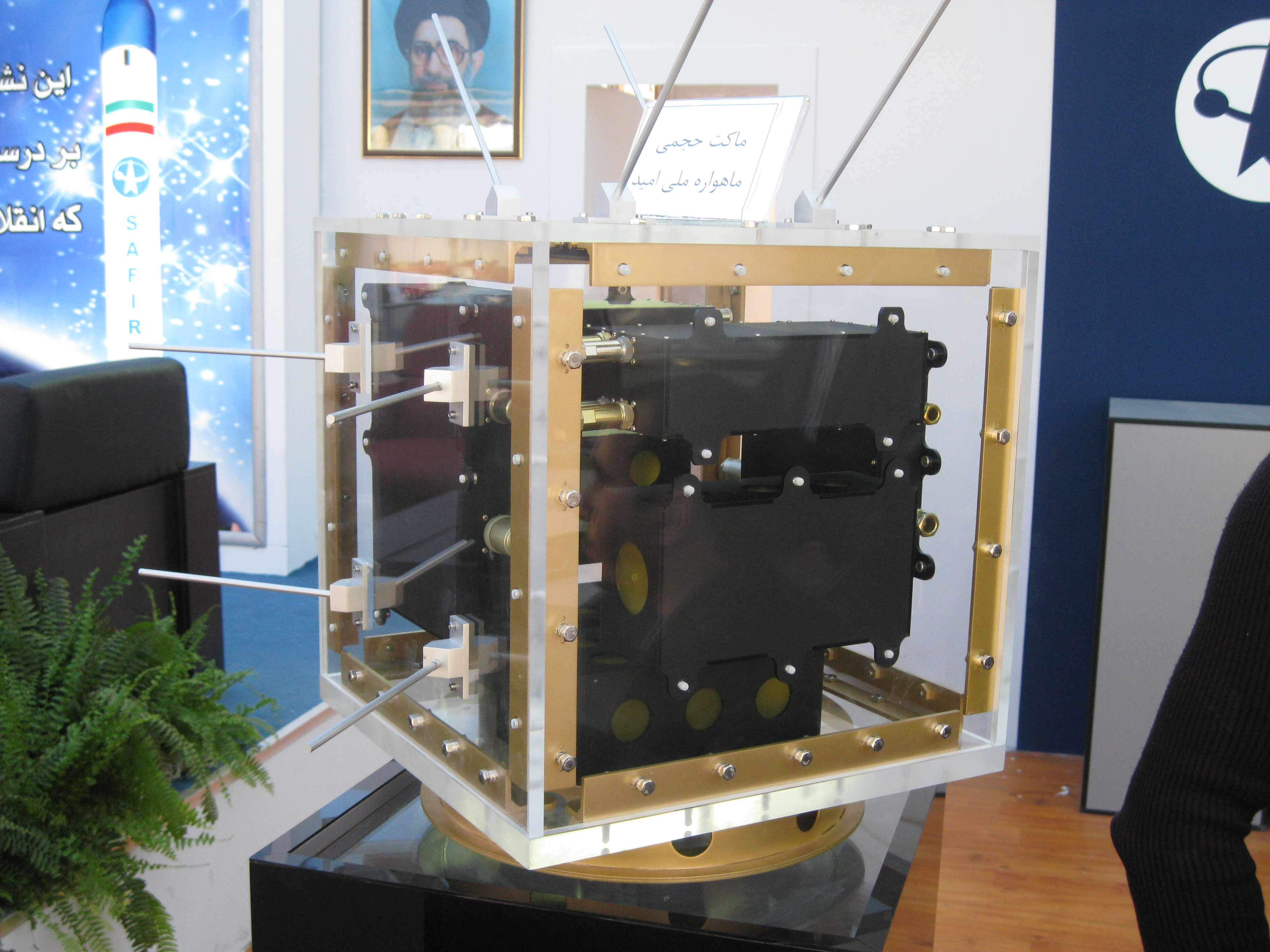
القمر الصناعي أميد والذي أُرسِلَ على متن الصاروخ الفضائي الإيراني سفير 2

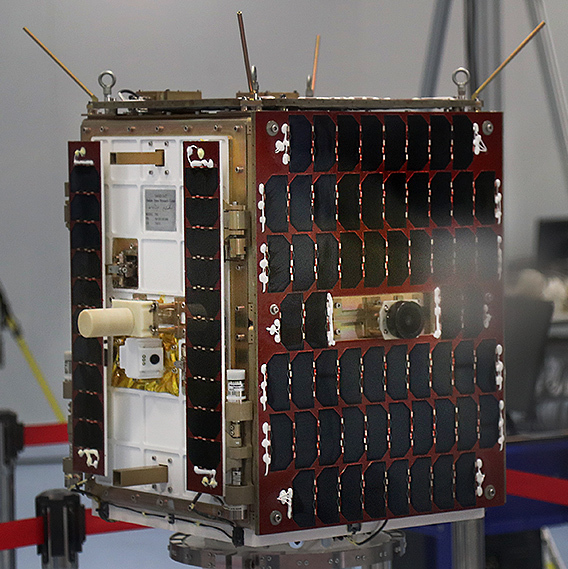
القمر الصناعي الوطني الإيراني ناهيد-1 المخصص للإتصالات